# Midtstigen Station
Midtstigen Station (Midtstigen holdeplass) var en jernbanestation på Numedalsbanen, der lå i Nore og Uvdal kommune i Norge.
Stationen åbnede som trinbræt 1. juli 1929, to år efter at banen blev taget i brug. Oprindeligt hed den Mittstigen, men den skiftede navn til Midtstigen i 1941. Trafikken på strækningen mellem Rollag og Rødberg, hvor stationen ligger, blev indstillet 1. januar 1989, hvorved stationen blev nedlagt. Stationen eksisterer dog stadig og består af en kort perron af træ samt et mindre læskur.